# Tashtagolsky (huyện)
Huyện Tashtagolsky (tiếng Nga: Таштаго́льский райо́н) là một huyện hành chính tự quản (raion), của Tỉnh Kemerovo, Nga. Huyện có diện tích 11024 km², dân số thời điểm ngày 1 tháng 1 năm 2000 là 35400 người. Trung tâm của huyện đóng ở Tashtagol.